# Het vogelboekje

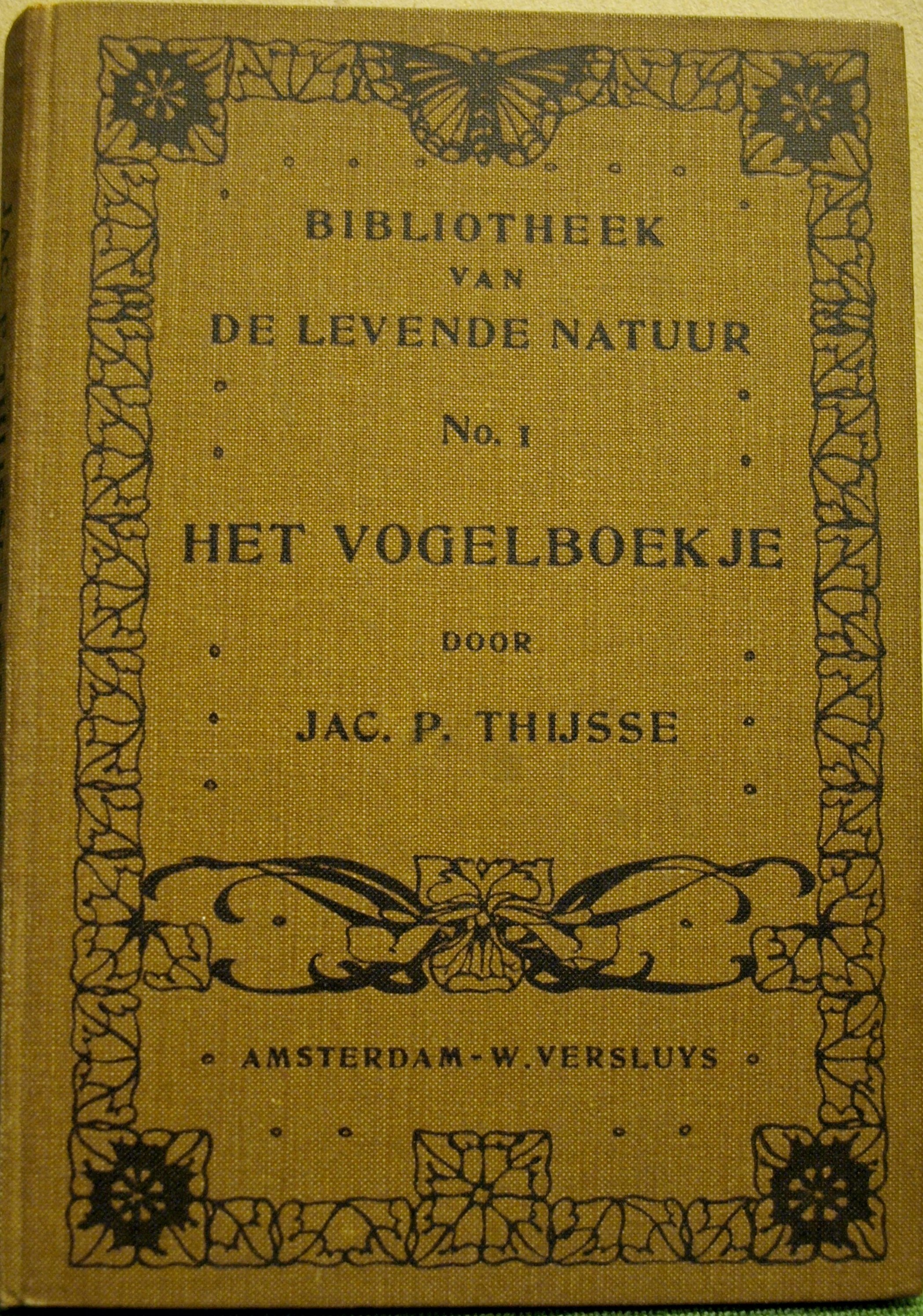
omslag 1e druk

Het vogelboekje was het eerste Nederlandse determinatieboekje voor vogels; het werd geschreven door Jac. P. Thijsse.  Het verscheen voor het eerst in 1912 als eerste deel van de Bibliotheek van “De Levende Natuur”. Het werd vijf maal herdrukt, voor het laatst in 1972.

## Bibliografische gegevens
- Thijsse, Jac. P. (1912) - Het vogelboekje. Bibliotheek van “De Levende Natuur”, no. 1. Geïllustreerd met teekeningen van Jan van Oort en van den schrijver, en eenige foto's. Amsterdam : W. Versluys. 186 pags. 20 cm.[2]
- 2e druk: 1925  269 pags. 17 cm.[3] De tweede druk verscheen “pas eenige jaren, nadat de eerste was uitverkocht.” Deze tweede druk bevatte tal van verbeteringen en aanvullingen. “Indeeling en nomenclatuur zijn in overeenstemming gebracht met de Lijst van de Ornithologische Vereeniging.”
- 3e druk: 1929. 275 pags. 17 cm. Met opnieuw tal van verbeteringen en aanvullingen. Ook zijn de Friesche vogelnamen opgenomen, ontleend aan Tjeerd de Vries' Aves Frisicae.
- 4e druk: [1944]. Laren : Schoonderbeek. 226 pags. 19 cm. met stofomslag.[4] Deze uitgave werd geïllustreerd met penteekeningen en aquarellen van Rein Stuurman. Thijsse ondertekende zijn “Bij den vierden druk” in november 1942. In deze inleiding roept hij op om vogels te gaan tekenen: “Meen nu niet, dat ik het fotografeeren zou afkeuren; in het geheel niet. Maar het teekenen leert je den vogel veel beter zien: de hoofdzaken waar het op aan komt en de standen, die getuigen van het leven. Probeer dus snelteekenaar te worden.” (p. 5)
- 5e druk: [1965]. Laren (N.H.) : Schoonderbeek. In de reeks De groene rei. 212 pags. 21 cm.[5] Deze druk, die verscheen in het Thijsse-jaar 1965, werd herzien door dr. Fop. I. Brouwer en had dezelfde afbeeldingen als de vierde druk.
- 6e druk: [1972].  20 cm.[6]

## Achtergrond
Niemand beter dan Thijsse zelf kan schetsen hoe hij er toe kwam om dit boekje te maken:
Ik weet niet, hoe dikwijls men mij al gevraagd heeft naar een goedkoop boekje, waarvan men zich zou kunnen bedienen, om de vogels van Nederland te leeren kennen, liefst met gekleurde platen van alle soorten, met onderscheiding van mannetjes, wijfjes en jongen voor zover die in uiterlijk verschillen.

Wel, nu heb ik een boekje gemaakt, dat alvast goedkoop is, maar die gekleurde platen kon ik voor zoo'n beetje geld niet leveren. Ik heb het zelf ook trouwens in mijn jeugd zonder gekleurde platen klaargespeeld. Het komt er maar opaan, dat je veel wandelt, flink uitkijkt en dat je je waarnemingen kunt vergelijken met die van anderen. (...)

Het leek mij daarom het best, om van al onze Nederlandsche vogels, uitgezonderd de zeer toevallige gasten, korte beschrijvingen te geven, niet de uitgebreide wetenschappelijke beschrijving, zooals dat eigenlijk behoort, maar die door de uitvoerigheid bijna onleesbaar wordt, doch een korte opsomming van de kenmerken, die om zoo te zeggen met één oogopslag zijn waar te nemen. Voor 't gemak laat ik aan deze lijst een eenvoudig determineertabelletje voorafgaan, waarin alleen gebruik gemaakt is van de kenmerken, die al waar te nemen zijn, zonder dat men den vogel in de hand heeft. Is op deze wijze de naam gevonden, dan vindt men in de systematische lijst ook nog eenige levensbijzonderheden van 't dier, vooral die, waaromtrent men in de vrije natuur zelf waarnemingen kan doen.
Het vogelboekje  was het derde boek dat Thijsse over vogels schreef, na Het Vogeljaar (1904) en Het intieme leven  der vogels (1906). Het vogelboekje was veel eenvoudiger uitgevoerd. Het was bedoeld als determineerboekje. “Het bevat eenige inleidende hoofdstukken, een paar tabellen met kenmerken, een beschrijving van alle in Nederland waargenomen vogels toegelicht met verscheidene afbeeldingen en schetsfiguurtjes en een tabellarisch overzicht van de verbreiding van onze broedvogels, en dat alles (186 blz.) voor den prijs van slechts één gulden. Tijdens den oorlog zag de 4e druk van dit boekje het licht; deze is weliswaar met 8 gekleurde platen en vele penteekeningen (van Rein Stuurman) versierd, maar de prijs is in 30 jaar bijna verzesvoudigd!”

## Inhoud
Het eerste deel van Het vogelboekje bevat enkele inleidende hoofdstukken. Het tweede deel: - “Wat is dat voor een vogel?” - bevat een eenvoudige tabel waarmee vogels kunnen worden gedetermineerd. Het derde en grootste deel bevat een “Overzicht van de in Nederland waargenomen vogels”. Ten slotte bevat het boekje een hoofdstuk “De verspreiding van onze broedvogels” en een uitgebreid register.
De titels van de hoofdstukken luiden:
- Het zien van vogels. (p. 1/5)[9] Hierin wordt allereerst aangegeven “wat een heerlijke bezigheid (...) dat vogelspieden” is; vervolgens worden tips gegeven hoe men vogels kan waarnemen.
- Over veeren en vlerken. (p. 5/11) Dit hoofdstuk beschrijft het belangrijkste kenmerk van de vogels: de veren en de vleugels.
- De snavel. (p. 11/13)
- De pooten. (p. 13/16)
- Van vogelzang. (p. 16/19) Uit dit hoofdstukje blijkt goed hoeveel waarde Thijsse aan de vogelzang toekende.
- Nestbouw en eieren. (p. 19/24)
- De trek. (p. 24/25)
- Nut en schade der vogels en vogelbescherming. (p. 25/31) Ook weer een uitgebreid hoofdstuk, waarin Thijsse onder andere uitlegt hoe men nestgelegenheid voor vogels kan creëren en hoe men de vogels in de winter kan helpen door te voederen.
- Een paar vogelmaniertjes. (p. 32/34) Dit hoofdstukje behandelt zeer kort enkele aspecten van het gedrag van vogels.

Hierna volgt het deel:
- Wat is dat voor een vogel? (p. 35/49)

In de vorm van een eenvoudige determinatietabel wordt een hulpmiddel geboden om de naam te bepalen van alle in  Nederland voorkomende vogels. De vogels worden ingedeeld in “groote vogels”, “middelsoort-vogels” en “kleine vogels”. Vervolgens wordt aan de hand van de grootte en de vorm van de snavel, en kenmerken zoals de kleur van (delen van) de vogel, een sleutel geboden om de naam van de vogel vast te stellen.
Dan het meest uitgebreide deel van het boek:
- Overzicht van de in Nederland waargenomen vogels. (p. 50/164)

In de eerste druk is in het overzicht van de in Nederland voorkomende vogels de volgorde aangehouden die ook gebruikt werd in het werk van Ernst Hartert. Dat was een indeling die ongeveer omgekeerd is aan de meeste tegenwoordig gehanteerde indelingen. In latere drukken werd een meer moderne volgorde aangehouden.
De laatste delen van het boek zijn:
- De verspreiding van onze broedvogels (p. 165/171) Het grootste deel van dit hoofdstuk wordt in beslag genomen door een tabel, waarin voor elke in Nederland waargenomen vogelsoort is aangeduid of deze broedend voorkomt in tien delen van ons land: de stranden (incl. schorren, inlagen en zandplaten), de duinen (tot aan Den Helder, inclusief de boschstreek langs den binnenvoet), de Wadden-eilanden, het laagveen-poldergebied van de Langstraat tot het Leekstermeer, het zuidelijk kleigebied (de klei van de Rijn-delta), het noordelijk kleigebied, het diluvium bezuiden de Waal, het diluvium benoorden de Waal, Zuid-Limburg en ten slotte de steden.
- Register (p. 173/186)